# James R. Beniger
James R. Beniger (16. prosince 1946 – 14. dubna 2010) byl profesor komunikace a sociologie na USC Annenberg School for Communication and Journalism a Princetonské univerzitě. Je autorem vysoce oceňované studie o ekonomickém a technologickém původu informační společnosti s názvem The Control Revolution.

## Život
James R. Beniger se narodil v Sheboygan, ve státě Wisconsin. Studoval obor historie na Harvardově univerzitě, který absolvoval s vyznamenáním. Na Harvardu byl také editorem The Harvard Crimson. Dále během svého studia na univerzitě pracoval jako kritik umění na volné noze (externista) pro The Boston Globe a také psal články pro The Wall Street Jurnal v Chicagu. Studoval statistiku a sociologii na University of California, kde také získal v roce 1978 titul Ph.D. Po absolvování univerzity učil historii, angličtinu a tvůrčí psaní na mezinárodní vysoké škole v Beirutu, v Libanonu a na střední škole v Kolumbii. Díky práci procestoval 40 zemí na pěti kontinentech. Od roku 1986 do roku 1993 pracoval jako zástupce šéfredaktora. Communication Research. Roku 1996 byl zvolen jako 53. prezident americké asociace výzkumu veřejného mínění (AAPOR).
Byl ženatý s Kay Ferdinandsenovou a měli spolu dvě dcery, Ann a Katherine.
Podle profesora A. Michaela Nolla – bývalého děkana USC Annenberg School, měl Beniger „nejvyšší standardy, velkou péči o studenty a vždy je intelektuálně podporoval”.
Zemřel ve svých 63 letech na Alzheimerovu chorobu.

## Dílo
První monografie Jamese Benigera má název Trafficking in Drug Users: Professional Exchange Networks in the Control of Deviance a byla vydaná v roce 1983. Beniger se v ní zabýval sítí organizací a profesí, které se v 60. letech zkoordinovaly, aby vyřešili problém drog, jenž se v té době vyskytoval. 
 

Benigerova druhá práce The Control Revolution: Technological and Economic Origins of the Information Society (Harvard University Press, 1986) je jeho životním dílem. Jedná se o brilantní analýzu technologických a ekonomických kořenů informační společnosti, která měla vliv v různých společensko-vědních oblastech. 

Informační společnost bývá nazývána různými jmény, ale je populární označovat ji za věk, jenž začal až po druhé světové válce s komerčním vývojem počítačových a elektronických komunikací. Ale James Beniger se ve svém díle ohlíží mnohem dále do minulosti, jelikož pokládá za základ informačního průmyslu již Remingtonův psací stroj, pokladnu od společnosti NCR, Burroughsův sčítací stroj a Hollerithův děrný štítek – všechno inovace na zpracování informací, které byly vynalezeny téměř o šedesát let dříve než vznikl elektronický počítač.  

Beniger tedy tvrdí, že informační společnost je hluboce zakořeněna již v průmyslové revoluci, kdy byly vynalezeny nejdůležitější informační a komunikační technologie. V knize Beniger popisuje, jak rapidní rozvoj výroby a distribuce (využití parní energie a uhlí při výrobě, železnice) způsobil krizi kontroly („crisis of control“), což například znamenalo, že se kvůli nedostatku komunikačních technologií na železnici stávaly různé nehody a celkový přínos nebyl efektivní, protože nebylo možná organizace a pozorování. To změnil vynález elektrického telegrafu, který umožnil bezpečné a efektivní fungování vlaků. Podobné problémy převládaly i ve výrobě, která se s pomocí páry a uhlí stala masová. Výrobci museli vymyslet strategie, aby tak velké množství produktů byli schopní prodat, Beniger to nazývá: „revolučními novými technologiemi pro kontrolu spotřeby: národní propagace značkového produktu přímo pro domácí trh.“ A právě tento obrat od nepořádku k organizaci nazval Beniger revolucí v kontrole, kterou popsal následovně: „komplex rychlých změn v technologickém a ekonomickém uspořádání, díky kterým jsou informace shromažďovány, uchovávány, zpracovávány a sdělovány, a jejichž prostřednictvím mohou mít formální nebo naprogramované rozhodnutí vliv na sociální kontrolu.“  Výsledky krize revoluce přetrvávají až dodnes s tím, jak se vyvíjí stále nové technologie, které potřebují další zpracování informací a další kontrolu.

## Význam pro informační vědu
James Beniger byl významný především díky své monografii The Control Revolution: Technological and Economic Origins of the Information Society, ve které (jak vyplývá z názvu) se věnoval technologických a ekonomickým kořenům informační společnosti. Svým názorem na počátky informační společnosti vyvrátil tvrzení, že informační společnost vznikla až se zrodem počítačů, ale zasadil její původ již do průmyslové revoluce v 19. století. Beniger nám ukázal sled událostí, které vedly ke vzniku informační společnosti, a zároveň nám naznačil cestu, po které můžeme pokračovat v dalších výzkumech.

## Publikace
Monografie
- Trafficking in drug users : professional exchange networks in the control of deviance (1983)
- The Control Revolution: Technological and Economic Origins of the Information Society (1986)

Články
- Beniger, James R. Winning the Presidential Nomination: National Polls and State Primary Elections, 1936-1972. Public Opinion Quarterly, vol. 40, no. 1, 1976.
- Beniger, James R. Reply to Bastedo. Public Opinion Quarterly, vol. 40, no. 3, 1976.
- Beniger, James R. Media Content as Social Indicators The Greenfield Index of Agenda-Setting. Communication Research, vol. 5, no. 4, pp. 437-453, 1978.
- Beniger, James R., Westney, D. Eleanor. Japanese and U.S. Media: Graphics as a Reflection of Newspapers' Social Role. Journal of Communication, vol. 31, no. 2, pp. 14-27, 1981.
- Darley, John M., Beniger, James R. Diffusion of Energy-Conserving Innovations. Journal of Social Issues, vol. 37, no. 2, pp. 150-71, 1981.
- Beniger, James R. Toward and Old New Paradigm: The Half-Century Flirtation With Mass Society. Public Opinion Quarterly, vol. 51, no. part 2: Su, 1987.
- Beniger, James R. Personalization of Mass Media and the Growth of Pseudo-Community. Communication Research: An International Quarterly, vol. 14, no. 3, pp. 352-371, 1987.
- Beniger, James R. Information Society and Global Science. Annals of The American Academy of Political and Social Science, vol. 495, no. 1, pp. 14-28, 1988.
- Beniger, James R. Information and Communication: The New Convergence. Communication Research, vol. 15, no. 2, pp. 198-218, 1988.
- Beniger, James R. Far Afield. Communication Research, vol. 16, no. 6, pp. 824-830, 1989.
- Beniger, James R. Who Are the Most Important Theorists of Communication? Communication Research, vol. 17, no. 5, pp. 698-715, 1990.
- Beniger, James R. Envisioning Information. Library Quarterly, vol. 61, no. 2, pp. 217-218, 1991.
- Beniger, James R. The Impact of Polling on Public Opinion: Reconciling Foucault, Habermas, and Bourdieu. International Journal of Public Opinion Research, vol. 4, no. 3, pp. 204-219, 1992.
- Beniger, James R. Communication and the Control Revolution. OAH Magazine of History, vol. 6, no. 4, pp. 10-13, 1992.
- Beniger, James R. What to Make of the New Icons. Communication Research, vol. 20, no. 6, pp. 841-865, 1993.
- Beniger, James R. Communication? Embrace the Subject, Not the Field. Journal of Communication, vol. 43, no. 3, pp. 18-25, 1993.
- Beniger, James R. The new icons – icons of change?. English Today, vol. 10, no. 03, 1994.

## Použitá literatura a zdroje
- About the book. The Control Revolution. [online]. c2012. [cit. 2013-05-08]. Dostupné z: http://thecontrolrevolution.com/
- James R. Beniger, award-winning scholar and former communication professor, dies at 63. USC Annenberg School for Communication and Journalism. [online]. ©2013. [cit. 2013-05-06]. Dostupné z: http://annenberg.usc.edu/News%20and%20Events/News/100413Beniger.aspx
- LYTEL, David. The Control Revolution – book review. Information Today, February 1987, Vol. 4 Issue 2, p33. Dostupné z: http://connection.ebscohost.com/c/book-reviews/18758326/control-revolution
- Publications of James R. Beniger. Microsoft Academic Search. [online]. ©2013. cit. [2013-05-06]. Dostupné z: http://academic.research.microsoft.com/Detail?entitytype=2&searchtype=2&id=42289297 Archivováno 16. 6. 2020 na Wayback Machine.